# Норт Форк (Охајо)
Норт Форк (енгл. North Folk) град је у америчкој савезној држави Охајо.

## Демографија
По попису из 2000. године број становника је 1.726.
| Група             | 2000.         | 2010.    |
| Белци             | 1.619 (93,8%) | 0 (0,0%) |
| Афроамериканци    | 75 (4,3%)     | 0 (0,0%) |
| Азијати           | 13 (0,8%)     | 0 (0,0%) |
| Хиспаноамериканци | 11 (0,6%)     | 0 (0,0%) |
| Укупно            | 1.726         | 0        |